# Gerry Weber Open 2000
Gerry Weber Open 2000 — тенісний турнір, що проходив на трав'яних кортах у місті Галле, Німеччина з 12 червня. Належав до категорії ATP International Series.

## Фінальна частина

### Одиночний розряд
Давід Пріносіл —  Ріхард Крайчек 6–3, 6–2

### Парний розряд
Ніклас Культі /  Мікаель Тільстрем —  Магеш Бгупаті /  Давід Пріносіл 7–6(7–4), 7–6(7–4)